# Sa secrétaire privée
Pour plus de détails, voir Fiche technique et Distribution.
Sa secrétaire privée (titre original : His Private Secretary) est un film américain réalisé par Phil Whitman, sorti en 1933.

## Synopsis
Dick Wallace (John Wayne) aime bien faire la fête avec ses amis Van (Patrick Cunning) et Polly (Natalie Kingston), mais cette dernière est surtout intéressée par l'argent de la famille Wallace. De plus, il a du mal à s'empêcher de conter fleurette à toutes les jolies filles qu'il rencontre. Un jour, il croise Marion Boyd (Evalyn Knapp) ... Il va vraiment en tomber amoureux mais il aura du mal à faire accepter à son propre père et à Marion qu'il a vraiment changé.

## Fiche technique
- Titre original : His Private Secretary
- Titre français : Sa secrétaire privée
- Réalisation : Phil Whitman
- Scénario : Sam Katzman, Jack Natteford
- Décors : Fred Preble
- Photographie : Abe Scholtz
- Montage : Bobby Ray
- Son : Oscar Lagerstrom
- Producteur : D.J. Mountan
- Producteur exécutif : Sam Katzman
- Société de production : Screencraft Productions
- Société de distribution : Showmen's Pictures
- Pays d'origine :  États-Unis
- Langue originale : anglais
- Format : noir et blanc — 35 mm — 1,37:1 — son Mono (Freeman Lang Recording System)
- Genre : Comédie romantique
- Durée : 60 minutes
- Dates de sortie : États-Unis : 10 juin 1933
- Licence : Domaine public

## Distribution
- Evalyn Knapp : Marion Boyd
- John Wayne : Dick Wallace

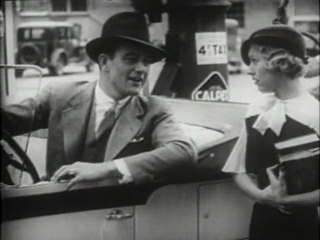
John Wayne et Evalyn Knapp

- Reginald Barlow : M. Wallace, son père
- Alec B. Francis : Révérend Hall, le grand-père de Marion
- Arthur Hoyt : M. Little
- Natalie Kingston : Polly
- Patrick Cunning : Van
- Al St. John : Tom, le propriétaire du garage
- Hugh Kidder : Jenkins, le maître d'hôtel des Wallace
- Mickey Rentschler : Joe